# Martin Karplus
Martin Karplus (Viena, Austria; 15 de marzo de 1930-28 de diciembre de 2024) fue un químico teórico austríaco (nacionalizado estadounidense) y profesor de la universidad de Harvard. En 2013, fue galardonado con el Premio Nobel de Química, junto con Michael Levitt y Arieh Warshel por el desarrollo de programas informáticos que permiten entender y predecir el comportamiento de complejos procesos químicos.
Es el catedrático emérito "Theodore William Richards" de Química en la Universidad de Harvard. Además, dirige el Laboratorio de Química Biofísica, en el que trabajan de forma coordinada la Universidad de Estrasburgo y el Centro Nacional para la Investigación Científica de Francia.

## Premio Nobel de Química
El 9 de octubre de 2013, Karplus fue galardonado con el Premio Nobel de Química junto con Arieh Warshel y Michael Levitt por el desarrollo de "modelos multiescala de complejos sistemas químicos".
Gracias al trabajo que empezaron a desarrollar entre 1970 y 1976, se sentaron las bases de los programas informáticos que se utilizan para comprender determinados procesos químicos. Estos programas simulan el comportamiento en la vida real de las reacciones químicas (las cuales se producen en fracciones de microsegundo), eliminando la necesidad de hacer un experimento clásico de laboratorio. A su vez, la  posibilidad de plantear un proceso químico y comprobar rápidamente los diferentes resultados permite resolver hipótesis y hacer predicciones fácilmente.
Además de las utilidades prácticas, la simulación de procesos químicos ayudaría, entre otros, a estudiar cómo crear nuevos materiales o fármacos. Otra aplicación sería, por ejemplo, utilizar la informática para conocer las distintas maneras en las que puede crecer una célula solar y cuál de los organismos resultantes sería el más eficiente captando luz, lo que podría usarse para generar electricidad.
Karplus contribuyó en la aplicación de cálculos dinámicos clásicos para las reacciones químicas en fase gaseosa y la llamada Ecuación Karplus, que sirve para realizar análisis conformacionales de moléculas orgánicas.
Igualmente, Karplus creó el grupo CHARMM  (Chemistry at Harvard Macromolecular Mechanics ) para realizar y analizar simulaciones de dinámica molecular.